# MOK
Pour les articles homonymes, voir Mok (homonymie).
MOK (de son vrai nom Tarkan Karaalioğlu ; né le 21 septembre 1976 à Berlin-Neukölln), est un rappeur allemand d'origines turques.
MOK est mieux connu pour ses clashs contre les autres rappeurs allemands comme Bushido, Kool Savas et Farid Bang.

## Biographie
Né à Berlin-Neukölln, MOK rejoint le crew NHS, dans lequel il passait son temps à faire du trainbombing (graffitis sur les trains). En 1994, il fait la connaissance de Berlin Crime et, après quelques essais, MOK en devient un membre permanent. En 1995, il se sépare du groupe et se remet au graffiti. Au même moment, le crew CMD (Criminal Minded), un crew ramifié dans toute l'Allemagne qui s'occupe de trainbombing, se forme. MOK profite des cinq années suivantes pour développer ses talents existants.
MOK fait ses premiers essais de rap avec ASEK de la Kaosloge. C'est à peu près à la même époque qu'il fait la connaissance de Mach One de Bassboxxx. MOK, Mach One et Tony D décident d'enregistrer des morceaux ensemble, ce qui donnera plus tard naissance au crew Die Echten. En 2002, MOK enregistre son premier album Fick M.O.R.. Le titre est un clash contre le groupe Masters of Rap, dont l'abréviation est M.O.R.. Il contenait plusieurs featuring, notamment avec Frauenarzt. Lorsque des problèmes surviennent avec Bassboxxx, MOK accepte la proposition de se faire produire par Sido. Avec Tony D, il rejoint le crew de rap Die Sekte en 2003.
En 2006, MOK fonde son propre label ersboeserjunge chez le distributeur Sony BMG. En mai 2007, MOK fait changer le nom du label, d'abord en Ghetto Kingz, puis en Yo!Musix. La raison de ce changement était que les avocats de Bushido menaçaient de poursuivre MOK en justice et que ce dernier ne voyait pas l'opportunité de gagner un procès coûteux.
Le 5 mars 2007, MOK se classe dans le TOP 10 des charts MTV TRL avec sa nouvelle vidéo Big Boss. C'est la première fois qu'une vidéo de lui est diffusée à la télévision. Lors de la première édition de l'émission hebdomadaire Urban TRL, il atteint la 5e place des Most Wanted. Le 25 mai 2007, le premier album solo de MOK, Hustler, sort. Le single prévu Strassenmukke est annulé, et un album homonyme comprenant 17 titres et des clips exclusifs est publié à la place fin 2007.
En novembre 2013, MOK est mis en détention provisoire. Il risque une peine de deux ans de prison pour des dommages matériels liés à son activité de graffeur. Auparavant, il avait fui la police et fait des allers-retours entre Berlin et Paris pendant environ trois ans.

## Discographie

### Albums studio
- 2005 : Muzik oder Knast
- 2007 : Muzik oder Knast (Premium Edition)
- 2007 : Hustler
- 2007 : Strassenmukke
- 2008 : Geldwäsche (avec G-Hot)
- 2009 : Most Wanted
- 2013 : Ghettopicasso

### Mixtapes
- 2006 : Bad Boys
- 2006 : Bad Boys 2 (album double)
- 2008 : Badboys Limited

### Compilations
- 2006 : Das Beste
- 2008 : Jailhouse Pop

### EP
- 2002 : Fick M.O.R.
- 2004 : Neukölln Hustler
- 2005 : Fick M.O.R.
- 2007 : Big Boss
- 2007 : Fick MOR Premium Edition

### Singles
- 2007 : Hustler
- 2009 : Intro

### Disstracks
- Die gesamte EP „Fick MOR“ (contre Masters of Rap)
- Sonny Dead (contre Bushido)
- Sonny Kek (contre Bushido)
- Sonny Kek Part 2 (contre Bushido)
- Ghettomuzik (contre Shok Muzik)
- Mein Lifestyle (contre D-Irie)
- Ich bang dich (contre D-Irie- et Ufuk-Sahin)
- Ich mach mein Ding alleine (Bushido)
- Das ist Ansage (contre D-Irie)
- Du Opfer (contre Bushido)
- Irie-Fick (contre D-Irie)
- Es kann nur einen geben (contre Bushido, Kool-Savas, Eko Fresh et Azad)
- Frohe Ostern (contre Farid Bang, Bushido et Fler)
- One (contre Bushido, Eko Fresh et Azad)
- Hallo Farid (avec Basstard) (contre Farid-Bang)
- Gemein wie Zehn (contre Bushido)

### Singles
- 2006 : Ich fick das ganze Land (Juice-Exclusive! sur Juice-CD #69)
- 2007 : Strassenmucke (feat. Sido) (Juice Exclusive! sur Juice-CD #72)